# Sverre Andreas Jakobsson
Sverre Andreas Jakobsson, islandski rokometaš, * 8. februar 1977, Akureyri.
Leta 2008 je na poletnih olimpijskih igrah v Pekingu v sestavi islandske reprezentance osvojil bronasto medaljo.